# Bartošova Lehôtka

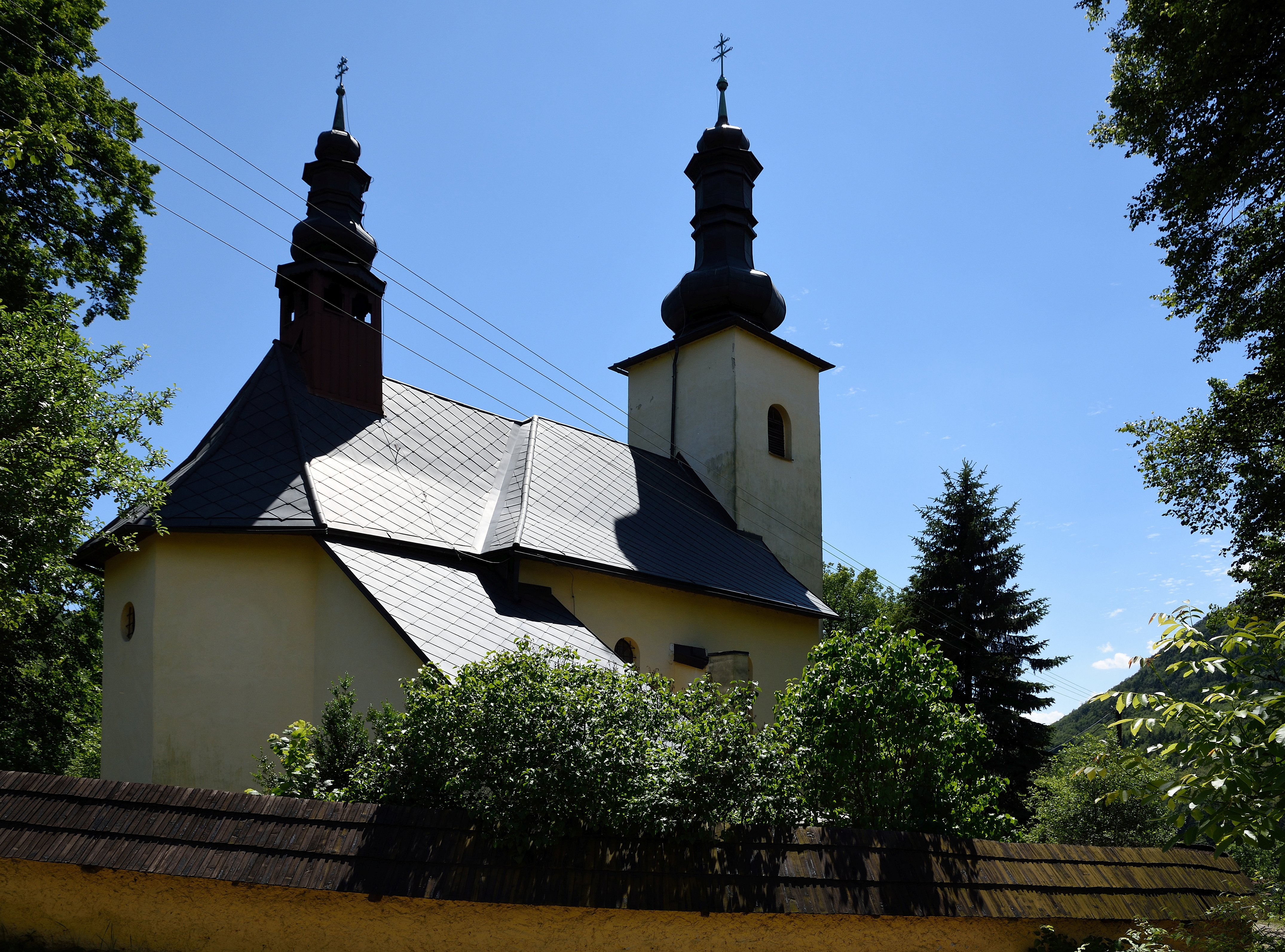
Kościół parafialny pw. św. Jana Nepomucena

Bartošova Lehôtka (niem. Lehotka, węg. Bartos) – wieś gminna (słow. obec) w środkowo-zachodniej Słowacji, w kraju bańskobystrzyckim, w powiecie Żar nad Hronem. Powierzchnia: 8,636 km², 399 mieszkańców (spis ludności z 21.05.2011).

## Położenie
Leży w dolinie Kremnickiego Potoku (słow. Kremnický potok, też: Rudnica), u ujścia do niej od wschodu dolinki bocznego cieku wodnego, ok. 6 km na południe od Kremnicy. Centrum wsi leży na wysokości 395 m n.p.m., zaś jej obszar zajmuje tereny od 374 do 683 m n.p.m. Od południa dominuje nad wsią Jastrabska Skała (słow. Jastrabská skala, 683 m n.p.m.), najbardziej charakterystyczny (choć nie najwyższy) szczyt tej części Gór Kremnickich, która na słowackich mapach figuruje jako Jastrabská vrchovina.
Do 1960 r. Bartošova Lehôtka należała do Żupy Tekowskiej, powiat (okres) Kremnica, kraj Bańska Bystrzyca. Po roku 1960 należała do powiatu Żar nad Hronem w kraju środkowosłowackim (kraj Stredoslovenský).

## Historia
Wieś została założona w końcu XIV w., pierwsza wzmianka pisemna o niej pochodzi z 1396 r. Pierwotnie stanowiła majątek opactwa w Hrońskim Beňadiku, później (w 1487 r.) stała się własnością arcybiskupów ostrzyhomskich. Już w XV w. zbudowano we wsi obecny kościół. Od XVI w. stałym zagrożeniem dla mieszkańców Lehôtki była zbliżająca się nawała turecka, a w XVII –  działania wojenne w latach kolejnych powstań antyhabsburskich. W 1776 r. na mocy decyzji cesarzowej Marii Teresy wieś wraz z lasami przeszła pod zarząd nowego biskupstwa bańskobystrzyckiego.
W 1534 r. wieś miała młyn i pięć gospodarstw, w 1601 r. 31 domów, w 1715 – młyn i 25 poddanych, w tym dwóch rzemieślników, w 1828 r. 50 domów z 316 mieszkańcami. Zajmowali się oni uprawą roli i pasterstwem, a w okresie letnim wędrowali do prac polnych na Nizinę Węgierską i do Austrii. W późniejszym okresie trudnili się furmanieniem. W latach 1869–1872 wielu z nich znalazło zatrudnienie przy budowie linii kolejowej ze Zwolenia do Vrútek. Jej stacja Bartošova Lehôtka została jednak usytuowana daleko na południe od wsi, a mieszkańcy do dziś korzystają ze znacznie bliżej położonej stacji Jastrabá.
W czasie słowackiego powstania narodowego wielu mieszkańców brało udział w walkach z faszystami. W latach powojennych pracowali oni w założonej w 1962 r. miejscowej spółdzielni rolniczej oraz w zakładach przemysłowych Kremnicy i Żaru nad Hronem.

## Zabytki
- Kościół parafialny pw. św. Jana Nepomucena z XV w. Murowany z kamienia, tynkowany, jednonawowy, z wieżą od frontu. Pierwotnie gotycki, później przebudowany w stylu renesansowym, a następnie barokowym (1673 i 1732). Wzniesiony na stromym stoku nad wsią, w XVII w. otoczony murem obronnym ze strzelnicami. Wyposażenie w większości XVIII-wieczne.
- Kapliczka barokowa, z rzeźbą z połowy XVIII w.
- Figura św. Jana Nepomucena przy drodze. Późnobarokowa, z 1783 r.
- Dom mieszkalny z końca XVIII w. Murowany z kamienia, tynkowany, od frontu wysoko podpiwniczony. Dach dwuspadowy przyczółkowy, kryty słomą, szczyty deskowane. Dyspozycja 3-pomieszczeniowa, z obórką pod jednym dachem. Od frontu wysoki drewniany ganek. Okna izby objęte malowanymi obramieniami.